# Nejvyšší vůdce
Nejvyšší vůdce (čínsky v českém přepisu cuej-kao ling-tao-žen, pchin-jinem zuìgāo lǐngdǎorén, znaky zjednodušené 最高领导人, tradiční 最高領導人) Komunistické strany Číny, Čínské lidové osvobozenecké armády a vlády Čínské lidové republiky je neformální označení pro nejvýznamnějšího politického vůdce v Číně. Obvykle se jedná o osobu, která zastává funkci generálního tajemníka ÚV KS Číny a předsedy Ústřední vojenské komise KS Číny. Nejvyšší vůdce však, sám o sobě, není formální funkcí ani úřadem. Tento termín získal na významu v éře Teng Siao-pchinga (1978–1989), kdy byl schopen vykonávat politickou moc, aniž by v daném období zastával jakoukoli oficiální nebo formálně významnou stranickou či vládní funkci (hlava státu, předseda vlády nebo generální tajemník ÚV KS Číny). Jako vůdce největší ekonomiky světa podle parity kupní síly HDP, druhé největší ekonomiky podle nominálního HDP a potenciální supervelmoci je nejvyšší vůdce považován za jednu z nejmocnějších politických osobností světa.
Současný nejvyšší vůdce Si Ťin-pching je považován za nejvyššího vůdce od listopadu 2012, kdy se stal generálním tajemníkem ÚV KS Číny, spíše než od března 2013, kdy vystřídal Chu Ťin-tchaa ve funkci prezidenta. Funkce generálního tajemníka je v Si Ťin-pchingově administrativě nejvyšší funkcí, která de facto stojí v čele Všečínského shromáždění lidových zástupců, Státní rady, Politického poradního shromáždění, Nejvyššího lidového soudu a Nejvyšší lidové prokuratury.